# José Augusto Fernandes
José Augusto Fernandes (Fraldeu, Miranda do Corvo, 18 de Fevereiro de 1964 - Trevim, Serra da Lousã, 11 de Julho de 2020) foi um bombeiro e árbitro português.

## Biografia

### Primeiros anos
Nasceu em 18 de Fevereiro de 1964, na aldeia de Fraldeu, em Miranda do Corvo.

### Carreira
Fazia parte da corporação dos Bombeiros Voluntários de Miranda do Corvo desde 1984, tendo atingido a posição de chefe.
Trabalhava como motorista de transportes colectivos na Câmara Municipal de Miranda do Corvo, onde era funcionário desde 1996. Exerceu como árbitro dos escalões nacionais de Futsal nas temporadas de 2003 e 2004 a 2005 e 2006, como representante da Associação de Futebol de Coimbra, e em 2010 passou a ocupar a função de observador de árbitros.
Também era um militante do Partido Socialista, e colaborou na fundação de diversas instituições sociais, como a Associação Cultural e de Desenvolvimento do Fraldeu, no concelho de Miranda do Corvo.

### Falecimento e homenagens
Faleceu em 11 de Julho de 2020, aos 55 anos de idade, quando estava envolvido no combate a um incêndio na zona de Trevim, na Serra da Lousã. O incêndio, provocado provavelmente por uma trovoada seca, foi combatido por mais de duzentos bombeiros de várias corporações dos distritos de Leiria e Coimbra, tendo outros três ficado feridos.
O Ministério da Administração Interna ordenou a instauração de um inquérito sobre a morte de José Augusto Fernandes, embora o comandante da Proteção Civil, Duarte da Costa, tenha avançado a teoria, durante uma conferência de imprensa na sede da Autoridade Nacional de Emergência e Proteção Civil, que possa ter sido uma mudança de vento que levou o fogo a cercar a equipa dos bombeiros: «Rapidamente, num terreno que é muito difícil e com grande declive, poderá ter havido uma alteração de vento que levou a que o chefe José Augusto se visse na vicissitude de não conseguir sair da zona onde acabou por falecer. No entanto, vamos aguardar com calma e serenidade que sejam feitos todos os inquéritos pelas autoridades competentes como foi determinado pelo ministro da Administração Interna para que se tirem conclusões e se evitem situações destas.». Adiantou igualmente que José Augusto Fernandes «era um profissional de grande competência, muito conhecedor da área e já tinha combatido vários incêndios», e que terá «como um soldado e combateu até ao fim.». Em resposta à acusação de que a equipa terá estado vinte minutos a pedir ajuda, Duarte da Costa não quis «especular sobre o que sucedeu ou deixou de suceder».
O funeral, que decorreu no quartel dos Bombeiros Voluntários de Miranda do Corvo, foi acompanhado por centenas de pessoas. Após a missa de corpo presente, o caixão foi transportado até ao cemitério da vila aos ombros pelos antigos colegas de José Augusto Fernandes, tendo o cortejo sido precedido por um veículo antigo da corporação dos bombeiros. O comandante daquela corporação, Fernando Jorge, discursou durante o funeral, tendo afirmado que «o país perdeu um grande bombeiro», que se encontrava «sempre na frente, sempre a dar o seu melhor». A cerimónia também contou com a presença do Presidente da República, Marcelo Rebelo de Sousa, do ministro da Administração Interna, Eduardo Cabrita, do presidente da Liga dos Bombeiros, Jaime Marta Soares, e de vários autarcas da região, incluindo o de Miranda do Corvo, Miguel Baptista. O Presidente da República também emitiu uma nota de pesar, onde lamentou a morte de José Augusto Fernandes.
Em sua homenagem, a autarquia de Miranda do Corvo decretou três dias de luto municipal.